# Ricinulei
Los ricinúlidos o garrapatas encapuchadas  (Ricinulei) son un orden de arácnidos considerado durante mucho tiempo como uno de los grupos invertebrados más escasos. Ahora se sabe que los ricinúlidos son localmente abundantes en determinadas áreas, como en el norte de América del Sur. Para diciembre de 2011, se habían descrito 58 especies existentes alrededor del mundo, todas pertenecientes a la familia Ricinoididae, 16 de las cuales se encuentran en América del Sur (de las regiones más próximas al ecuador). La mayor diversidad para este subcontinente está en Colombia y Brasil, ambos con cuatro especies cada uno.
Incluye una sola familia actual, los ricinóididos (Ricinoididae) con tres géneros, y dos familias extintas (Poliocheridae y Curculioididae). Aparecen en el registro fósil en el Carbonífero.

## Historia natural

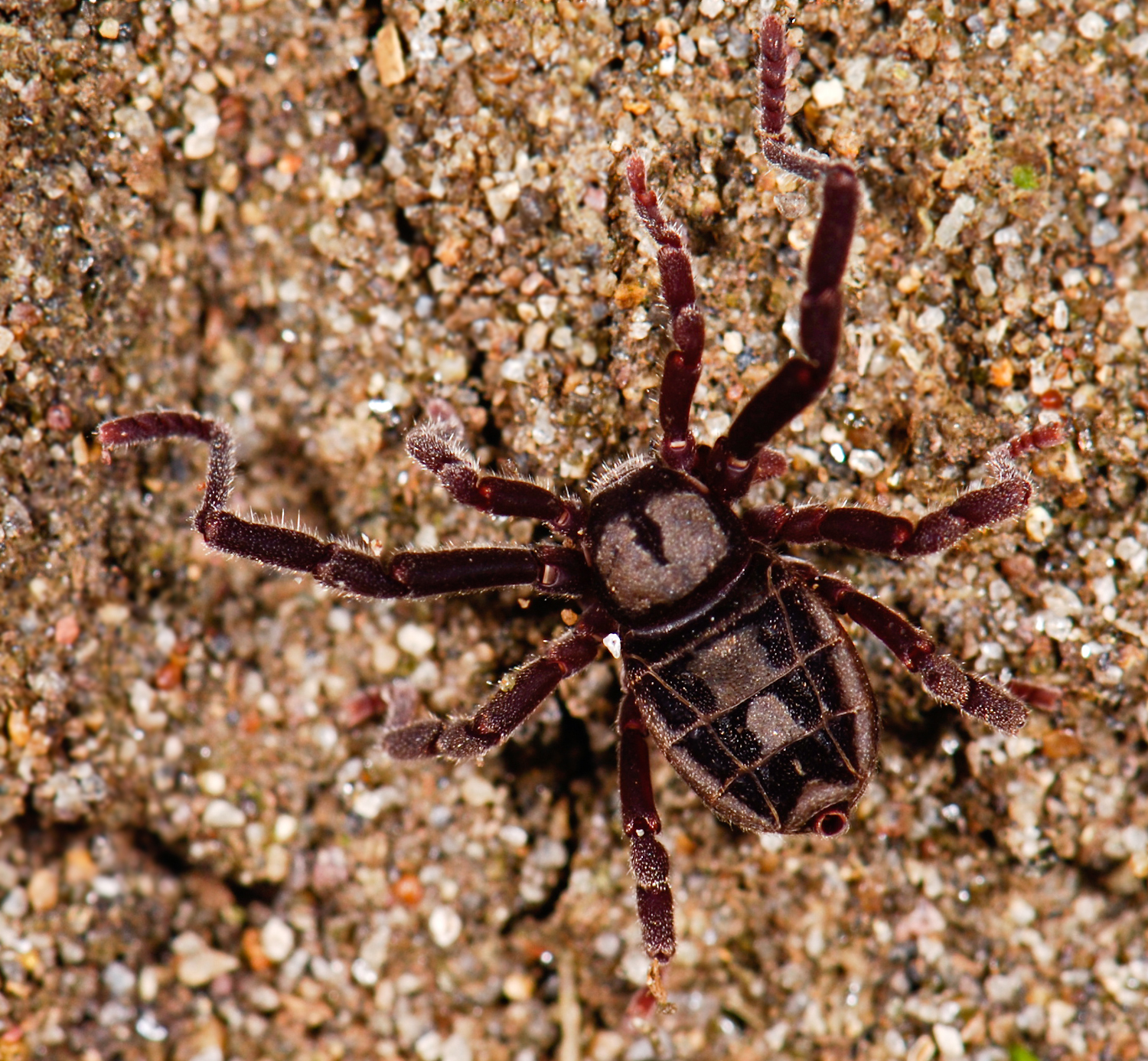
Cryptocellus goodnighti.

Los ricinúlidos son depredadores de pequeños artrópodos. Se sabe poco sobre sus hábitos reproductivos, pero se han observado a los machos transferir un espermatóforo a la hembra usando su tercer par de patas, modificado a tal efecto. Los huevos son transportados por la madre hasta que eclosionan las larvas, provistas de seis patas, que luego mudan y se transforman en adultos de ocho patas. Los ácaros también tienen larvas de seis patas.
Los ricinúlidos viven típicamente entre la hojarasca de las selvas lluviosas tropicales o en cuevas, donde la humedad es elevada, ya que la necesitan para sobrevivir. A pesar de que su historia natural es poco conocida, en algunas especies se han descrito hábitos principalmente nocturnos, así como distintos tipos de interacciones entre individuos.

## Descripción
Los ricinúlidos suelen medir entre 5 y 10 milímetros (0,2 a 0,4 pulgadas) de largo. El ricinúlido más grande que jamás haya existido fue el Curculioides bohemondi del Carbonífero tardío con una longitud corporal de 21,77 mm (0,857 pulgadas). La cutícula (o exoesqueleto) tanto de las patas como del cuerpo es notablemente gruesa. Su característica más notable es una "capucha" (o cucullus) que se puede subir y bajar sobre la cabeza. Cuando está bajado cubre la boca y los quelíceros. Los ricinúlidos vivos no tienen ojos, aunque se pueden ver dos pares de ojos laterales en los fósiles e incluso las especies vivas conservan áreas de cutícula sensibles a la luz en esta posición.
El abdomen de cuerpo pesado (u opistosoma) exhibe un pedicelo estrecho, o cintura, donde se une al prosoma. Curiosamente, existe un complejo mecanismo de acoplamiento entre el prosoma y el opistosoma. El margen frontal del opistosoma se mete en un pliegue correspondiente en la parte posterior del caparazón. Las ventajas de este inusual sistema no se comprenden bien y, dado que la abertura genital está situada en el pedicelo (otra característica bastante inusual), los animales tienen que "desbloquearse" para poder aparearse. El abdomen está dividido dorsalmente en una serie de grandes placas o tergitos, cada una de las cuales se subdivide en una placa mediana y una lateral.
Las piezas bucales, o quelíceros, están compuestas por 2 segmentos que forman un dedo fijo y otro móvil. Los órganos sensoriales también se encuentran asociados con las piezas bucales; presumiblemente para probar la comida. Los quelíceros pueden retraerse y en reposo normalmente quedan ocultos debajo del cucullus.
Los pedipalpos ricinúlidos son apéndices complejos. Por lo general, se utilizan para manipular alimentos, pero también tienen muchas estructuras sensoriales y se utilizan como órganos sensoriales de "corto alcance". Los pedipalpos terminan en pinzas que son pequeñas en relación con sus cuerpos, en comparación con las de los órdenes relacionados de escorpiones y pseudoescorpiones. Ahora se han encontrado pinzas similares en los pedipalpos en el orden extinto Trigonotarbida.
Como en muchos recolectores, el segundo par de patas es el más largo en los ricinúlidos y estas extremidades sirven para sentir por delante del animal, casi como antenas. Si los pedipalpos son órganos sensoriales de "corto alcance", el segundo par de patas son los correspondientes de "largo alcance". Las sensillas de los tarsos en los extremos de las patas I y II (que se utilizan con más frecuencia para sentir el entorno) difieren de las de las patas III y IV. En los ricinulei masculinos, el tercer par de patas está modificado de forma única para formar órganos copuladores. La forma de estos órganos es muy importante para la taxonomía y puede usarse para diferenciar a los machos de diferentes especies.